# دنیاگیری کووید-۱۹ در شیلی
دنیاگیری کووید-۱۹ در شیلی بخشی از دنیاگیری بیماری کروناویروس ۲۰۱۹ در جهان است. اولین مورد تأیید شده در شیلی در ۳ مارس ۲۰۲۰ در شهر سن خاویر اعلام شد.